# أحمد يلدرم
أحمد يلدرم (بالتركية: Ahmet Yıldırım)‏ هو لاعب كرة قدم ومدرب كرة قدم تركي في مركز الدفاع، ولد في 25 فبراير 1974 في أماسية في تركيا. شارك مع منتخب تركيا تحت 21 سنة لكرة القدم ومنتخب تركيا لكرة القدم. أما مع النوادي، فقد لعب مع أضنة سبور وأنقرة غوجو وإسطنبول سبور وسامسون سبور وعثمانلي سبور وغلطة سراي ونادي بشكتاش ونادي فنربخشة.

## وصلات خارجية
- أحمد يلدرم على موقع الاتحاد الدولي (مؤرشف)  (الإنجليزية)
- أحمد يلدرم على موقع اتحاد تركيا (لاعب) (الإنجليزية)
- أحمد يلدرم على موقع اتحاد تركيا (مدرب) (الإنجليزية)
- أحمد يلدرم على موقع قاعدة بيانات كرة القدم.إي يو (الإنجليزية)
- أحمد يلدرم على موقع ناشيونال فوتبول تيمز (الإنجليزية)
- أحمد يلدرم على موقع عالم كرة القدم.نت (الإنجليزية)